# Guglielmo da Casale

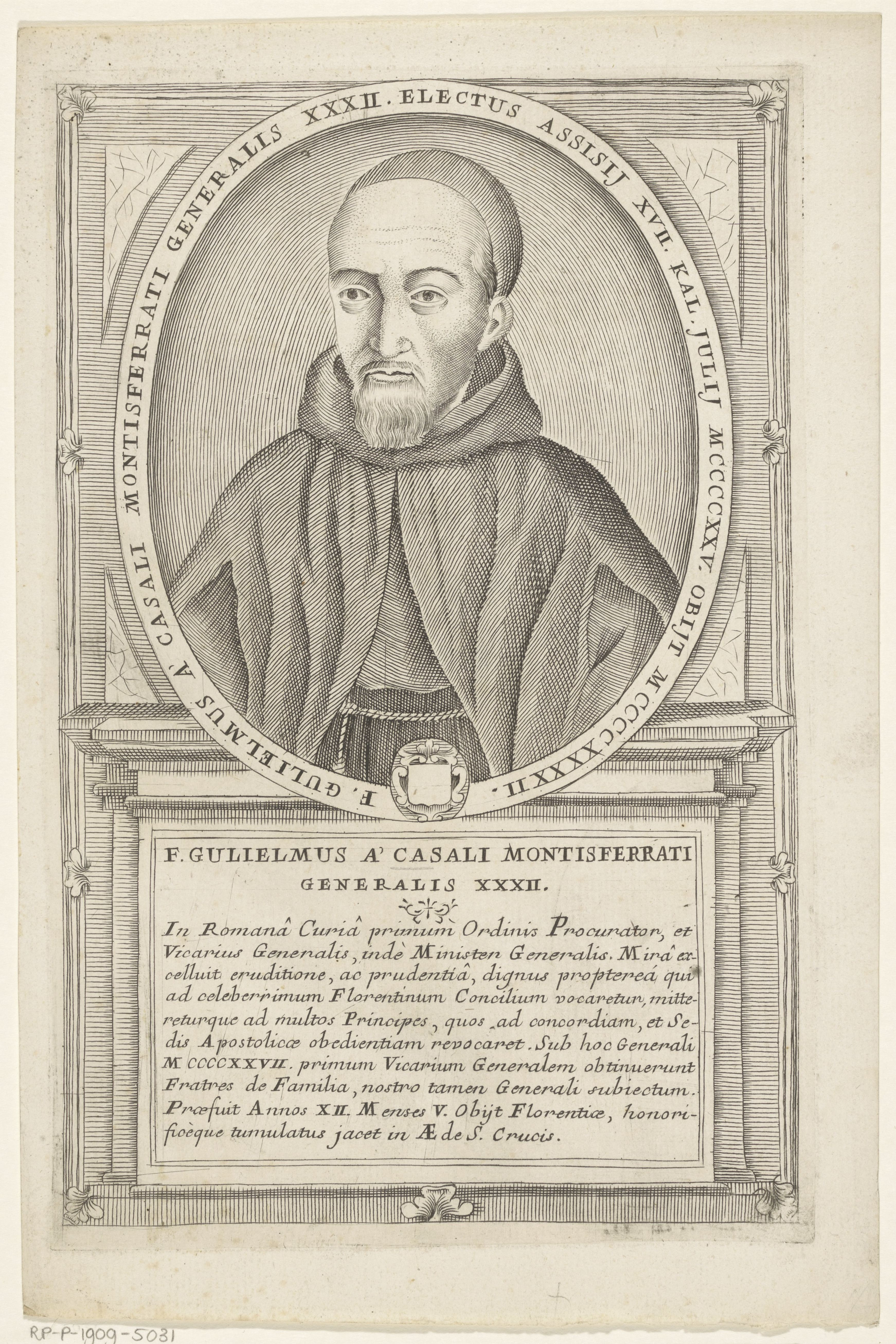
Guglielmo da Casale

Guglielmo da Casale (Casale Monferrato, 1390 circa – Firenze, 2 febbraio 1442) è stato un religioso italiano, ministro generale dell'ordine dei frati minori dal 1430 al 1442.

## Biografia
Abbracciò la vita religiosa tra i francescani della provincia di Genova e studiò teologia all'università di Padova.
Fu procuratore generale del suo ordine e dal 1427 ricoprì anche l'incarico di inquisitore.
Fu stimato da papa Martino V e, per eliminare gli elementi di contrasto tra la corrente dei conventuali e quella degli osservanti in seno all'ordine francescano, il pontefice lo affiancò in qualità di vicario ad Antonio da Massa Marittima, ministro generale dell'ordine: nel capitolo celebrato nel 1430 ad Assisi, Antonio fu deposto e al suo posto fu eletto ministro generale Guglielmo.
Per la riforma dell'ordine si avvalse dell'aiuto di Giovanni da Capestrano, Matteo Guimerà e Giacomo della Marca; nominò vicario generale degli osservanti Bernardino da Siena.
Dopo l'elezione dell'antipapa Felice V, fu inviato come legato pontificio presso Carlo VIII di Francia per ricondurlo all'obbedienza di papa Eugenio IV.